# District d'Omagh
Le district d’Omagh (Omagh District en anglais et Ceantar na hÓmaí en gaélique d’Irlande), officiellement appelé Omagh (An Ómaigh en gaélique d’Irlande), est un ancien district de gouvernement local d’Irlande-du-Nord.
Créé en octobre 1973, il fusionne avec le district de Fermanagh en mars 2015 pour créer un autre district de gouvernement local, Fermanagh and Omagh.

## Géographie
Le district est situé dans le comté de Tyrone.

## Histoire
Un district de gouvernement local (local government district en anglais) du nom d’Omagh est créé le 17 juillet 1972 par le Local Government (Boundaries) Order (Northern Ireland) du 20 juin 1972. Les institutions du district entrent en vigueur à compter du 1er octobre 1973 au sens du Local Government Act (Northern Ireland) du 23 mars 1972.
La majeure partie des territoires des districts de Fermanagh et d’Omagh sont réunis par le Local Government (Boundaries) Act (Northern Ireland) du 23 mai 2008. Le district résultant de la fusion des anciens districts, Fermanagh and Omagh, est créé à compter du 1er avril 2015 par le Local Government (Boundaries) Order (Northern Ireland) du 30 novembre 2012.

## Administration

### Conseil
L’Omagh District Council, littéralement, le « conseil du district d’Omagh », est l’assemblée délibérante du district d’Omagh, composée de 20 (1973-1985) puis de 21 membres (1985-2015), appelés les conseillers (councillors).
Un président (chairman) et un vice-maire (deputy chairman) sont élus parmi les conseillers à l’occasion de chaque réunion générale annuelle du conseil du district.

### Circonscriptions électorales
Le district de gouvernement local est divisé en autant de sections électorales (wards en anglais) que de conseillers. Celles-ci sont distribuées par zone électorale de district (district electoral area).
| Zone                           | 1973-1985,                                                               | 1985-2015,                                                                            |
| ------------------------------ | ------------------------------------------------------------------------ | ------------------------------------------------------------------------------------- |
| Première zone et ses sections  | A (5 sièges)                                                             | Mid-Tyrone (7 sièges)                                                                 |
| Première zone et ses sections  | - Clanabogan - Dromore - Drumquin - Fairy Water - Trillick               | - Beragh - Drumnakilly - Gortin - Killyclogher - Owenkillew - Sixmilecross - Termon   |
| Deuxième zone et ses sections  | B (4 sièges)                                                             | Omagh Town (7 sièges)                                                                 |
| Deuxième zone et ses sections  | - Beragh - Fintona - Newtownsaville - Sixmilecross                       | - Carmowen - Coolnagard - Dergmoney - Drumragh - Gortrush - Lisanelly - Strule        |
| Troisième zone et ses sections | C (7 sièges)                                                             | West Tyrone (7 sièges)                                                                |
| Troisième zone et ses sections | - Dergmoney - Drumragh - East - Fairgreen - Killyclogher - Strule - West | - Clanabogan - Dromore - Drumquin - Fairy Water - Fintona - Newtownsaville - Trillick |
| Quatrième zone et ses sections | D (4 sièges)                                                             |                                                                                       |
| Quatrième zone et ses sections | - Carrickmore - Drumnakilly - Gortin - Owenglen                          |                                                                                       |